# Muara Bungkal
Muara Bungkal is een bestuurslaag in het regentschap Siak van de provincie Riau, Indonesië. Muara Bungkal telt 581 inwoners (volkstelling 2010).